# Hannah Fry

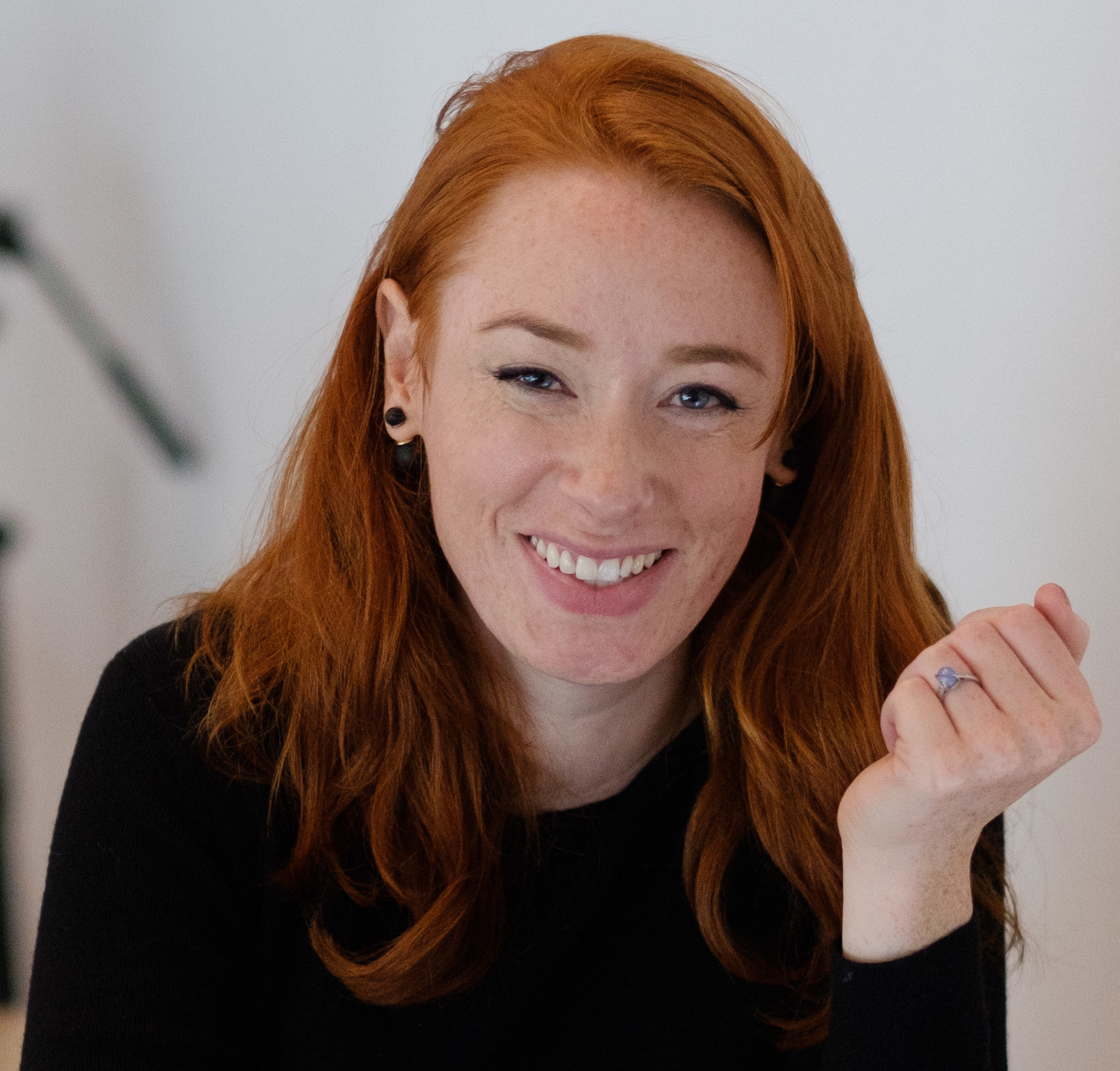
Hannah Fry (2017)

Hannah Fry (* 21. Februar 1984 in Harlow) ist eine britische Mathematikerin. Seit 2025 ist sie Professorin für das öffentliche Verständnis der Mathematik an der Universität Cambridge und Präsidentin des Institute of Mathematics and its Applications. Vorher war sie Professorin am Centre for Advanced Spatial Analysis (Zentrum für Höhere Räumliche Statistik) am University College London. Sie forscht an der mathematischen Beschreibung menschlicher Verhaltensmuster. Fry ist bekannt für ihr öffentliches Engagement und ist Autorin mehrerer populärwissenschaftlicher Bücher.
Auch dank ihrer humorvollen Natur ist sie häufiger Gast in zahlreichen populären Fernsehprogrammen. Nachdem sie bereits zwischen 2016 und 2022 neun Folgen der wissenschaftsorientierten Fernsehserie Horizon präsentierte, führte sie 2023 und 2024 durch acht Episoden der von ihr kreierten Fernsehreihe The Future with Hannah Fry.

## Karriere
Hannah Fry studierte Mathematik und theoretische Physik am University College London und promovierte dort in Fluiddynamik in der Arbeitsgruppe von Frank Smith. 2011 erhielt sie ihren Doktortitel für ihre Thesis „A Study of Droplet Deformation“. Seit 2012 erforscht sie am Centre for Advanced Spatial Analysis die Modellierung komplexer Sozial- und Wirtschaftssysteme. 2021 erhielt sie ebendort die Professur für "Mathematics of Cities".

## Öffentliches Engagement

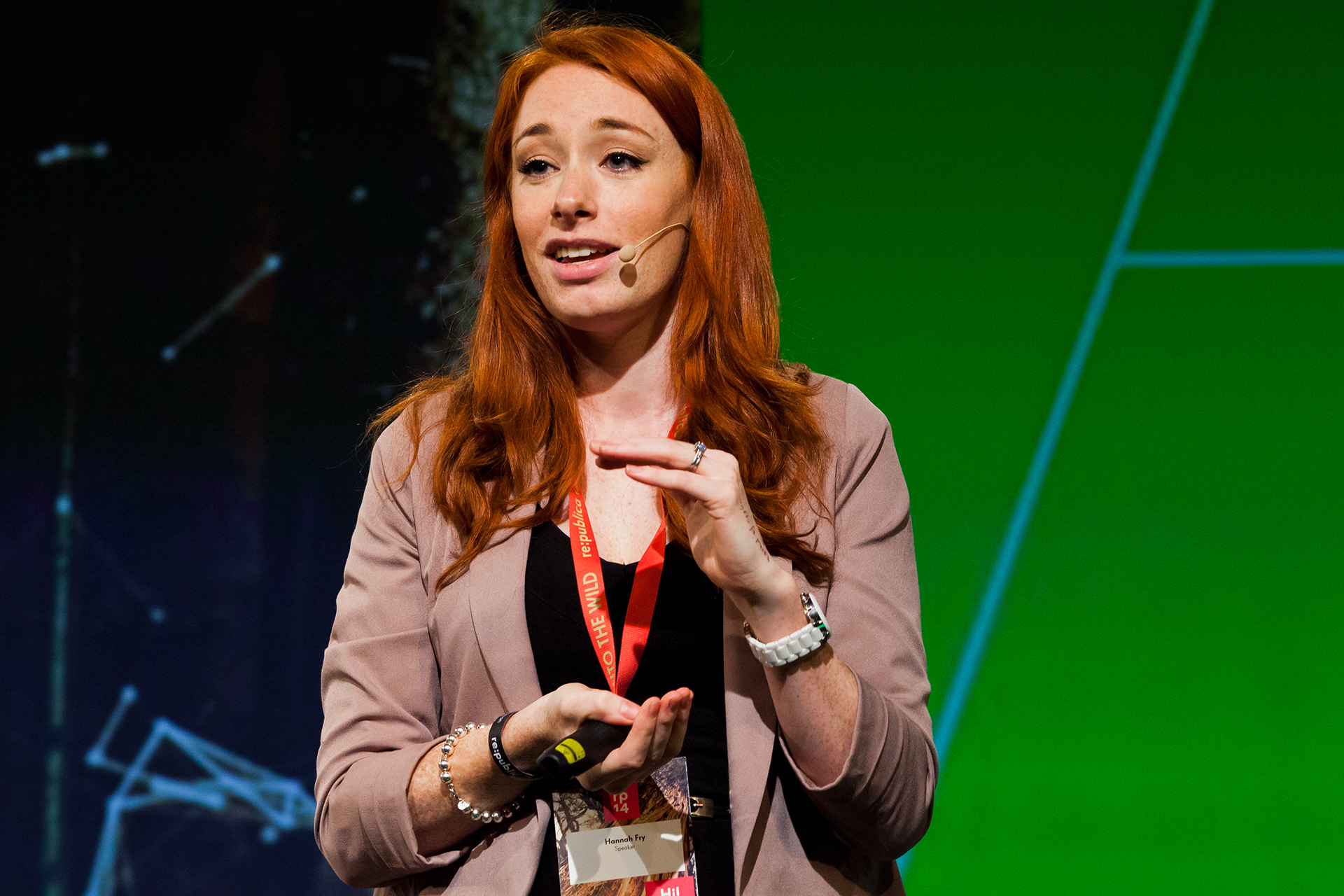
Hannah Fry - re publica 2014

Fry ist eine bekannte Wissenschaftsvermittlerin in England und tritt häufig als Referentin bei Konferenzen und Schulveranstaltungen auf. Ihr Interesse liegt darin, der breiten Öffentlichkeit zu zeigen, wie spannend Mathematik sein kann, wenn man sie auf Phänomene im Alltag anwendet.
Seit 2010 ist Fry Moderatorin der BBC Radioshow „The Curious Cases of Rutherford and Fry“ zusammen mit Adam Rutherford. Sie arbeitet an einer Reihe von BBC Dokumentarfilmen mit, unter anderem „Climate Change By Numbers“, „Calculating Ada: The Countess of Computing“,„Horizon: How to Find Love Online“, „City in the Sky“, „The Joy of Data“, „10 Things You Need to Know About the Future“, „Contagion! The BBC Four Pandemic“, und „The Joy of Winning“. Letzterer wurde 2019 als Bester internationaler Wissenschafts-Dokumentarfilm auf dem Academia Film Olomouc Festival ausgezeichnet.
Fry hielt 2014 den TEDx-Vortrag „The Mathematics of Love“ an der TEDxBinghamtonUniversity, der von mehr als 5,9 Millionen Menschen angeschaut wurde. Des Weiteren produzierte sie mehrere Videos für den YouTube-Kanal Numberphile von Brady Haran.
Im Jahr 2019 sprach sie sich in der britischen Zeitung The Guardian für die Einführung eines hippokratischen Eides für Mathematiker und andere Technologiespezialisten aus.

## Publikationen
Fry ist Autorin von drei populärwissenschaftlichen Büchern. Ihr erstes Buch „Die Mathematik der Liebe: Von der Berechenbarkeit eines großen Gefühls“ (2015) basiert auf ihrem TEDx Talk und zeigt Muster und Algorithmen der Liebe auf. In „The Indisputable Existence of Santa Claus“ (2017) erklärt sie zusammen mit Thomas Oléron Evans die versteckte Mathematik der Weihnachtsvorbereitungen. Ihr 2018 veröffentlichtes Buch „Hello World: Was Algorithmen können und wie sie unser Leben verändern“ wurde für den Bailie Gifford Prize for Non Fiction und den Royal Society Book Prize nominiert.

## Auszeichnungen
Das Institute of Mathematics and its Applications und die London Mathematical Society ehrten Fry 2018 mit der Christopher Zeeman Medal für ihren Beitrag zum öffentlichen Verständnis von Mathematik.
2020 wurde sie Präsidentin der Mathematical Association.
2024 bekam sie den David Attenborough Preis der Royal Society.